# Vicente Alfaro (político colimense)
Vicente Alfaro fue un Político Mexicano. En mayo de 1911 declinó el ofrecimiento que se le hicieron las fuerzas del General Eugenio Aviña para que éste fuese nombrado gobernador del estado cuando sus fuerzas tomaron la capital estatal. Fue diputado local en la XVIII Legislatura del Congreso del Estado de Colima cuando el gobierno de Miguel García Topete, así como miembro de la mesa directiva de la Comisión Electoral Colimense que postuló a José Trinidad Alamillo para goberdador de Colima.